# 光管舌尾蚜
光管舌尾蚜（学名：Brachycaudus helichrysi）为常蚜科短尾蚜屬下的一个种。
光管舌尾蚜可以通過一種稱為孤雌生殖的過程進行無性繁殖，從而實現快速的增長而無需雄性。